# Malonno

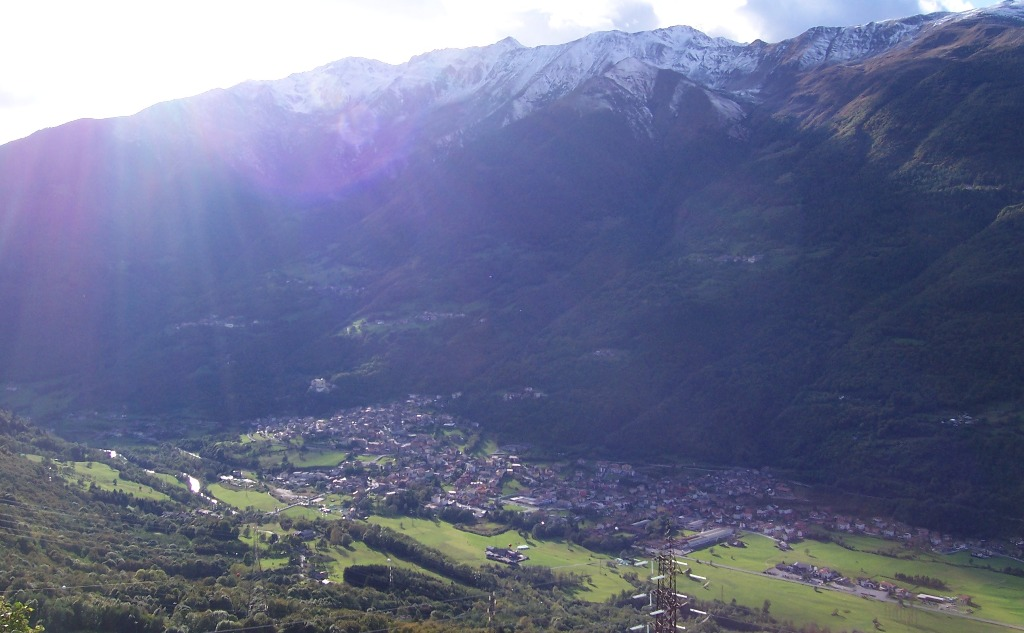
Ortsteil Zazza der Gemeinde Malonno

Malonno ist eine norditalienische Gemeinde (comune) mit 2978 Einwohnern (Stand 31. Dezember 2023) in der Provinz Brescia in der Lombardei. Die Gemeinde liegt etwa 75 Kilometer nördlich von Brescia am Oglio im Parco regionale dell'Adamello. Malonno liegt etwas nördlich der Mitte des Valcamonica und gehört zur Unione Alpi Orobie Bresciane.

## Verkehr
Malonno liegt mit einem Bahnhof an der nichtelektrifizierten Bahnstrecke Brescia–Iseo–Edolo. Durch die Gemeinde führt ferner die Strada Statale 42 del Tonale e della Mendola von Treviglio nach Bozen.

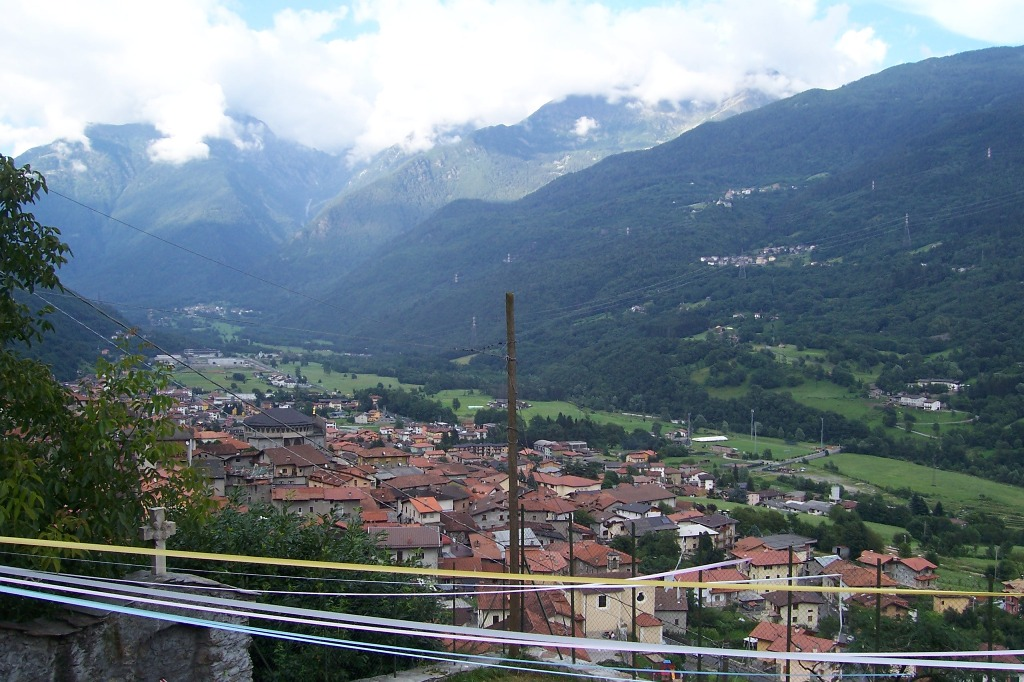
Blick auf Malonno